# Canton de Gorron
Pour les articles homonymes, voir Gorron (homonymie).
Le canton de Gorron est une circonscription électorale française située dans le département de la Mayenne et la région Pays de la Loire.

## Géographie
Ce canton est organisé autour de Gorron dans l'arrondissement de Mayenne. Son altitude varie de 92 m (Landivy) à 285 m (Chantrigné).

## Histoire
Par décret du 21 février 2014, le nombre de cantons du département est divisé par deux, avec mise en application aux élections départementales de mars 2015. Le canton de Gorron est conservé et s'agrandit. Il passe de 11 à 27 communes.

## Représentation

### Conseillers d'arrondissement (de 1833 à 1940)
| Période                                  | Période          | Identité                                                    | Étiquette   | Qualité |
| ---------------------------------------- | ---------------- | ----------------------------------------------------------- | ----------- | --- |
| 1833                                     | 1845             | Jean Tréhet-Launay (1768-1858)                              |             | Marchand-tanneur, maire de Colombiers                                                                       |
| 1845                                     | 1851 (décès)     | Jean-François Augustin Le Dauphin des Tesnières (1872-1851) |             | Ancien magistrat, propriétaire à Mayenne                                                                    |
| 1852                                     | 1871             | Pierre Marie Joseph Nouël de La Touche                      |             | Ancien commandant de la garde nationale de Mayenne, propriétaire à Brecé                                    |
| 1871                                     | 1899 (décès)     | Auguste Le Marchant (1822-1899)                             |             | Maire de Gorron                                                                                             |
| 1899                                     | 1904 (décès)     | Joseph Jean Gendron (1838-1904)                             |             | Maitre tanneur, maire de Gorron                                                                             |
| 1904                                     | 1919             | Eugène-Émile Lepouriel                                      | Libéral     | Agriculteur, maire de Carelles                                                                              |
| 1919                                     | 1930 (démission) | Joseph Foucher (1856-1940)                                  | Républicain | Meunier, maire de Brecé, président du conseil d'arrondissement                                              |
| janv. 1931                               | 1940             | Joseph Pottier                                              | Radical     | Huissier, maire de Gorron                                                                                   |
| 1940                                     |                  |                                                             |             | Les conseils d'arrondissement ont été suspendus par la loi du 12 octobre 1940 et n'ont jamais été réactivés |
| Les données manquantes sont à compléter. |                  |                                                             |             | |

Source : Répertoire numérique des annuaires administratifs de la Mayenne. https://archives.lamayenne.fr/archives-en-ligne/ead.html?id=FRAD053_2NUM242&c=FRAD053_2NUM242_e0000017&qid=

### Conseillers généraux de 1833 à 2015
| Période      | Période          | Identité                                              | Étiquette                           | Qualité |
| ------------ | ---------------- | ----------------------------------------------------- | ----------------------------------- | --- |
| 1833         | 1852             | César-Pierre Le Dauphin-Blinière                      |                                     | Président du tribunal de Segré (Maine-et-Loire), maire de Gorron                                                          |
| 1852         | 1871             | Eugène Le Ray                                         | Bonapartiste                        | Agent de change à Paris                                                                                                   |
| 1871         | 1900             | Maurice Le Ray d'Abrantès, duc d'Abrantès (1847-1900) | Bonapartiste et ensuite Monarchiste | Secrétaire d'ambassade Maire de Gorron Décédé en fonction                                                                 |
| 1901         | 1919 (décès)     | Charles Daniel                                        | Indépendant nationaliste            | Médecin à Gorron en 1893, maire de Gorron en 1907, sénateur (1906-1919)                                                   |
| 1919         | 1930             | Clément-Louis Moreau                                  | Radical                             | Négociant en grains, maire de Gorron                                                                                      |
| 1930         | 1940             | Andoche Le Ray, duc d'Abrantès (1870-1954)            | URD                                 | Ancien lieutenant-colonel d'infanterie, propriétaire, maire de Levaré (1925-1953), nommé conseiller départemental en 1943 |
|              |                  |                                                       |                                     | |
| 1945         | 1952 (démission) | Andoche Le Ray, duc d'Abrantès                        | Républicain indépendant RPF         | Maire de Levaré (1925-1953)                                                                                               |
| 22 juin 1952 | 1955             | Michel Favard                                         | RPF-RS                              | Médecin, conseiller municipal de Gorron                                                                                   |
| 1955         | 1973             | Fernand Maret                                         | DVD                                 | Directeur de compagnie d'assurances, maire de Gorron                                                                      |
| 1973         | 1985             | Maurice Dufour                                        | DVD                                 | Pharmacien, maire de Gorron                                                                                               |
| 1985         | 1998             | Jean Corbeau                                          | DVD                                 | Vétérinaire, maire de Gorron                                                                                              |
| 1998         | 2011             | Jean-Marc Allain                                      | DVD                                 | Conseiller en gestion, maire de Gorron depuis 1995, vice-président du conseil général                                     |
| 2011         | 2015             | Jean-Claude Giraud                                    | DVD                                 | Retraité de la fonction publique, conseiller municipal de Colombiers-du-Plessis                                           |

### Représentation à partir de 2015
| Période élective | Période élective | Mandat | Mandat   | Identité           | Nuance | Nuance | Qualité                                           |
| ---------------- | ---------------- | ------ | -------- | ------------------ | ------ | ------ | ------------------------------------------------- |
| 2015             | 2021             | 2015   | 2021     | Jean-Marc Allain   |        | LREM   | Conseil en gestion, maire de Gorron (depuis 1995) |
| 2015             | 2021             | 2015   | 2021     | Françoise Duchemin |        | LREM   | Agricultrice, maire de Chantrigné (depuis 2008)   |
| 2021             | 2028             | 2021   | en cours | Jean-Marc Allain   |        | LREM   | Conseiller sortant                                |
| 2021             | 2028             | 2021   | en cours | Françoise Duchemin |        | LREM   | Conseillère sortante                              |

### Résultats détaillés

#### Élections de mars 2015
À l'issue du 1er tour des élections départementales de 2015, deux binômes sont en ballottage : Jean-Marc Allain et Françoise Duchemin (DVD, 36 %) et Marie-Antoinette Guesdon et Guy Ménard (DVD, 23,16 %). Le taux de participation est de 51,58 % (7 568 votants sur 14 672 inscrits) contre 50,77 % au niveau départemental et 50,17 % au niveau national.
Au second tour, Jean-Marc Allain et Françoise Duchemin (DVD) sont élus avec 55,59 % des suffrages exprimés et un taux de participation de 49,39 % (3 664 voix pour 7 246 votants et 14 672 inscrits).
Jean-Marc Allain et Françoise Duchemin font  partie du groupe LREM au conseil départemental de la Mayenne.

#### Élections de juin 2021
Le premier tour des élections départementales de 2021 est marqué par un très faible taux de participation (33,26 % au niveau national). Dans le canton de Gorron, ce taux de participation est de 31,7 % (4 419 votants sur 13 940 inscrits) contre 32,1 % au niveau départemental. À l'issue de ce premier tour, deux binômes sont en ballottage : Jean-Marc Allain et Françoise Duchemin (DVC, 52,67 %) et Franck Barascud et Roselyne Vesval (DVD, 34,76 %).
Le second tour des élections est marqué une nouvelle fois par une abstention massive équivalente au premier tour. Les taux de participation sont de 34,36 % au niveau national, 32,97 % dans le département et 32,24 % dans le canton de Gorron. Jean-Marc Allain et Françoise Duchemin (DVC) sont élus avec 61,15 % des suffrages exprimés (2 503 voix pour 4 496 votants et 13 944 inscrits),,. 

## Composition

### Composition avant 2015

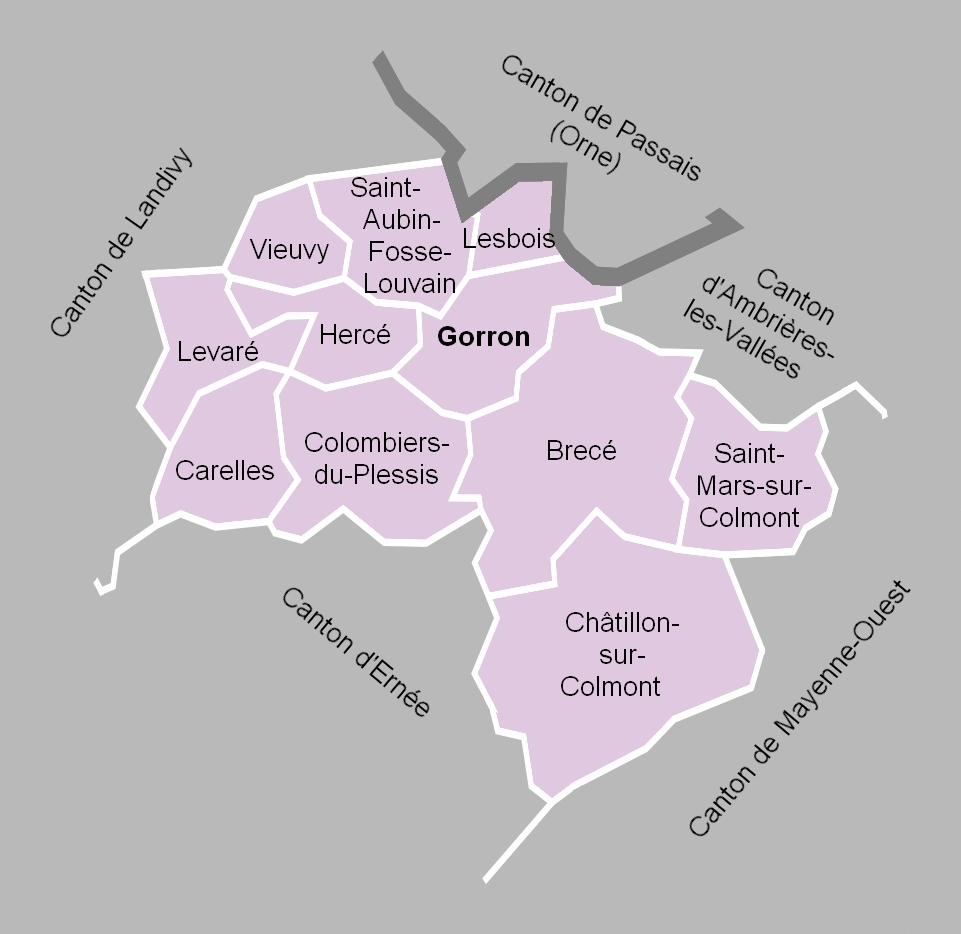
La carte des communes de l'ancien canton. Les cantons limitrophes étaient ceux de Landivy, de Passais, d'Ambrières-les-Vallées, de Mayenne-Ouest et d'Ernée.

Situation de l'ancien territoire du canton dans l'arrondissement de Mayenne.

Le canton de Gorron regroupait onze communes.
| Nom                       | Code Insee | Codepostal | Superficie (km2) | Population (dernière pop. légale) | Densité (hab./km2) |
| ------------------------- | ---------- | ---------- | ---------------- | --------------------------------- | ------------------ |
| Gorron (chef-lieu)        | 53107      | 53120      | 14,32            | 2 702 (2012)                      | 189                |
| Brecé                     | 53042      | 53120      | 35,27            | 824 (2012)                        | 23                 |
| Carelles                  | 53047      | 53120      | 13,23            | 271 (2012)                        | 20                 |
| Châtillon-sur-Colmont     | 53064      | 53100      | 39,62            | 1 033 (2012)                      | 26                 |
| Colombiers-du-Plessis     | 53071      | 53120      | 21,97            | 444 (2012)                        | 20                 |
| Hercé                     | 53115      | 53120      | 10,20            | 324 (2012)                        | 32                 |
| Lesbois                   | 53131      | 53120      | 5,99             | 198 (2012)                        | 33                 |
| Levaré                    | 53132      | 53120      | 11,53            | 325 (2012)                        | 28                 |
| Saint-Aubin-Fosse-Louvain | 53199      | 53120      | 14,37            | 235 (2012)                        | 16                 |
| Saint-Mars-sur-Colmont    | 53237      | 53300      | 16,39            | 448 (2012)                        | 27                 |
| Vieuvy                    | 53270      | 53120      | 7,11             | 134 (2012)                        | 19                 |

À la suite du redécoupage des cantons pour 2015, toutes les communes sont rattachées au nouveau canton de Gorron auquel s'ajoutent les neuf communes du canton de Landivy, six communes du canton d'Ambrières-les-Vallées et une du canton de Mayenne-Ouest.

#### Ancienne commune
L'ancienne commune ornaise de Lesbois, absorbée en 1832 par la commune homonyme mayennaise, était la seule commune supprimée, depuis la création des communes sous la Révolution, incluse dans le territoire du canton de Gorron antérieur à 2015.

### Composition depuis 2015
Le canton de Gorron comprend vingt-sept communes entières.
| Nom                            | Code Insee | Intercommunalité       | Superficie (km2) | Population (dernière pop. légale) | Densité (hab./km2) | Modifier                                    |
| ------------------------------ | ---------- | ---------------------- | ---------------- | --------------------------------- | ------------------ | ------------------------------------------- |
| Gorron (bureau centralisateur) | 53107      | CC du Bocage Mayennais | 14,32            | 2 475 (2022)                      | 173                | modifier les données · modifier les données |
| Ambrières-les-Vallées          | 53003      | CC du Bocage Mayennais | 38,78            | 2 603 (2022)                      | 67                 | modifier les données · modifier les données |
| Brecé                          | 53042      | CC du Bocage Mayennais | 35,27            | 833 (2022)                        | 24                 | modifier les données · modifier les données |
| Carelles                       | 53047      | CC du Bocage Mayennais | 13,23            | 254 (2022)                        | 19                 | modifier les données · modifier les données |
| Chantrigné                     | 53055      | CC du Bocage Mayennais | 18,62            | 599 (2022)                        | 32                 | modifier les données · modifier les données |
| Châtillon-sur-Colmont          | 53064      | CC du Bocage Mayennais | 39,62            | 960 (2022)                        | 24                 | modifier les données · modifier les données |
| Colombiers-du-Plessis          | 53071      | CC du Bocage Mayennais | 21,97            | 477 (2022)                        | 22                 | modifier les données · modifier les données |
| Couesmes-Vaucé                 | 53079      | CC du Bocage Mayennais | 19,13            | 377 (2022)                        | 20                 | modifier les données · modifier les données |
| Désertines                     | 53091      | CC du Bocage Mayennais | 26,03            | 461 (2022)                        | 18                 | modifier les données · modifier les données |
| La Dorée                       | 53093      | CC du Bocage Mayennais | 17,84            | 288 (2022)                        | 16                 | modifier les données · modifier les données |
| Fougerolles-du-Plessis         | 53100      | CC du Bocage Mayennais | 33,29            | 1 186 (2022)                      | 36                 | modifier les données · modifier les données |
| Hercé                          | 53115      | CC du Bocage Mayennais | 10,20            | 305 (2022)                        | 30                 | modifier les données · modifier les données |
| Landivy                        | 53125      | CC du Bocage Mayennais | 28,54            | 1 100 (2022)                      | 39                 | modifier les données · modifier les données |
| Lesbois                        | 53131      | CC du Bocage Mayennais | 5,99             | 184 (2022)                        | 31                 | modifier les données · modifier les données |
| Levaré                         | 53132      | CC du Bocage Mayennais | 11,53            | 274 (2022)                        | 24                 | modifier les données · modifier les données |
| Montaudin                      | 53154      | CC du Bocage Mayennais | 21,66            | 883 (2022)                        | 41                 | modifier les données · modifier les données |
| Oisseau                        | 53170      | CC du Bocage Mayennais | 30,75            | 1 124 (2022)                      | 37                 | modifier les données · modifier les données |
| Le Pas                         | 53176      | CC du Bocage Mayennais | 21,90            | 522 (2022)                        | 24                 | modifier les données · modifier les données |
| Pontmain                       | 53181      | CC du Bocage Mayennais | 7,17             | 808 (2022)                        | 113                | modifier les données · modifier les données |
| Saint-Aubin-Fosse-Louvain      | 53199      | CC du Bocage Mayennais | 14,37            | 212 (2022)                        | 15                 | modifier les données · modifier les données |
| Saint-Berthevin-la-Tannière    | 53202      | CC du Bocage Mayennais | 17,64            | 294 (2022)                        | 17                 | modifier les données · modifier les données |
| Saint-Ellier-du-Maine          | 53213      | CC du Bocage Mayennais | 17,49            | 496 (2022)                        | 28                 | modifier les données · modifier les données |
| Saint-Loup-du-Gast             | 53234      | CC du Bocage Mayennais | 9,98             | 321 (2022)                        | 32                 | modifier les données · modifier les données |
| Saint-Mars-sur-Colmont         | 53237      | CC du Bocage Mayennais | 16,39            | 440 (2022)                        | 27                 | modifier les données · modifier les données |
| Saint-Mars-sur-la-Futaie       | 53238      | CC du Bocage Mayennais | 21,45            | 521 (2022)                        | 24                 | modifier les données · modifier les données |
| Soucé                          | 53261      | CC du Bocage Mayennais | 6,67             | 149 (2022)                        | 22                 | modifier les données · modifier les données |
| Vieuvy                         | 53270      | CC du Bocage Mayennais | 7,11             | 110 (2022)                        | 15                 | modifier les données · modifier les données |
| Canton de Gorron               | 5307       |                        | 526,94           | 18 256 (2022)                     | 35                 | modifier les données                        |

## Démographie

### Démographie avant 2015
| 1962  | 1968  | 1975  | 1982  | 1990  | 1999  | 2006  | 2011  | 2012  |
| ----- | ----- | ----- | ----- | ----- | ----- | ----- | ----- | ----- |
| 9 196 | 8 677 | 8 033 | 7 819 | 7 403 | 7 202 | 7 051 | 6 970 | 6 938 |

### Démographie depuis 2015
En 2022, le canton comptait 18 256 habitants, en évolution de −4,91 % par rapport à 2016 (Mayenne : −0,73 %, France hors Mayotte : +2,11 %).
| 2013   | 2018   | 2022   |
| ------ | ------ | ------ |
| 19 489 | 18 792 | 18 256 |